# Renato Bialetti
Renato Bialetti (Omegna, 2 febbraio 1923 – Ascona, 11 febbraio 2016) è stato un imprenditore italiano.

## Biografia
Nasce ad Omegna e cresce nell'azienda di famiglia, fondata dal padre Alfonso nel 1919.
Nel 1946 prende in mano le redini dell'azienda.  

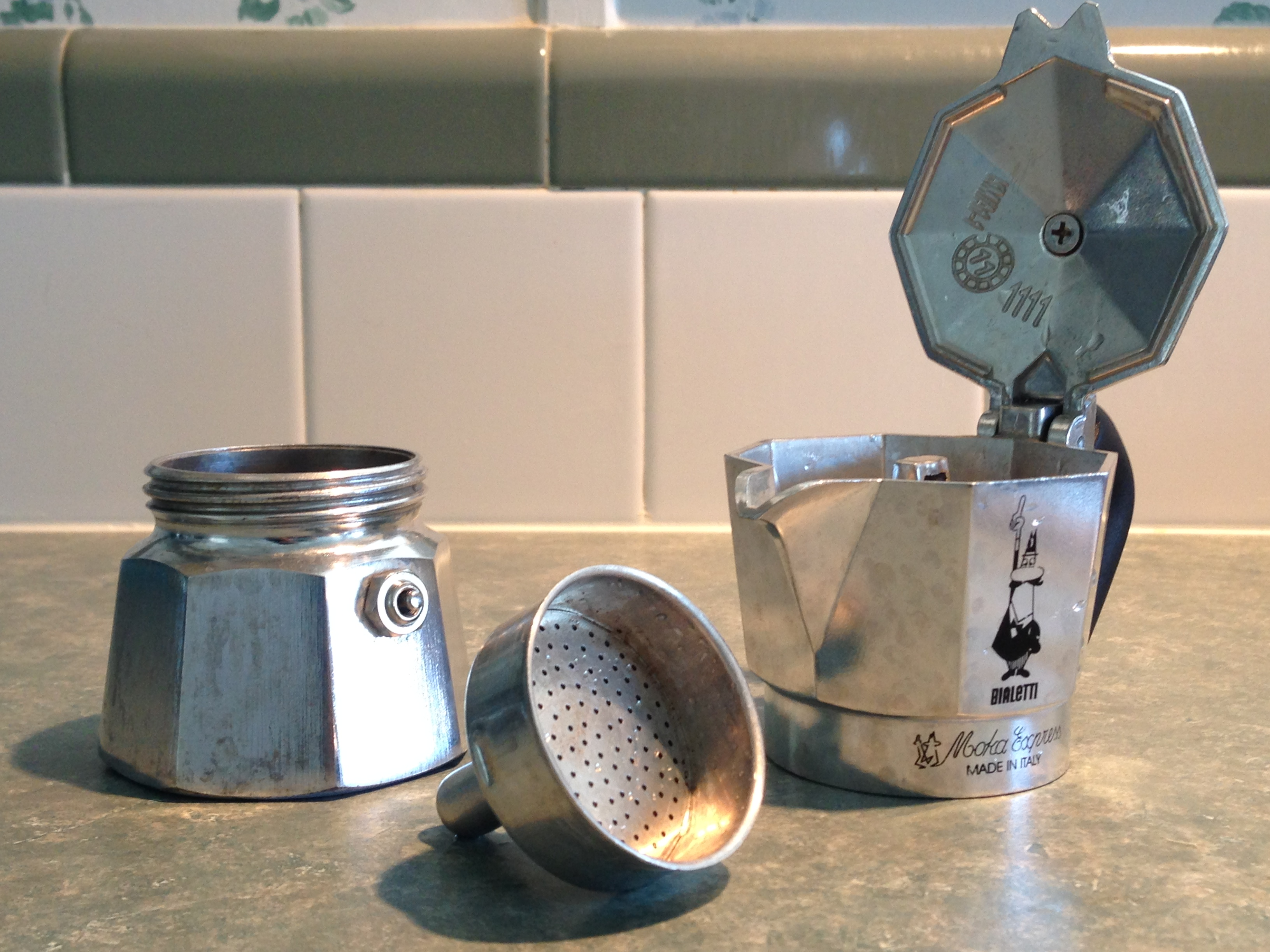
LOmino coi baffi su una Bialetti moka express

Nel 1953, insieme all'amico fumettista Paul Campani, inventa a scopo pubblicitario la figura dell'Omino coi baffi. Diventerà uno dei personaggi più conosciuti del Carosello, che farà impennare le vendite e che entrerà nell'immaginario collettivo degli italiani.
Ormai anziano, cede nel 1986 l'azienda di famiglia (che pure aveva un fatturato di 20 miliardi di lire) al gruppo Faema, che la cederà a sua volta a Rondine Italia nel 1993.
Nel 1998 nasce, dalla fusione di Bialetti e Rondine, la Bialetti Industrie. 
Si ritira a vivere in Svizzera, ad Ascona, dove muore nella notte fra il 10 e l'11 febbraio 2016.
Dopo le esequie, svolte nella chiesa di Montebuglio, frazione di Casale Corte Cerro, le sue ceneri sono state conservate in una delle iconiche Mokona Bialetti e, successivamente, sono stato collocate nella tomba di famiglia nel cimitero di Omegna.